# Måneformørkelse
En måneformørkelse er et fænomen der opstår når Månens bane bringer denne ind i skyggen bag Jordens natside. Disse formørkelser inddeles i totale formørkelser, hvor hele Månen ligger i skygge, og partielle ("delvise") formørkelser, hvor Månen blot "strejfer" skyggezonen så kun en del af måneskiven henligger i mørke.
Månen "forsvinder" ikke helt under en formørkelse; på grund af Jordens atmosfære afbøjes det sollys der strejfer igennem atmosfæren, ind i skyggezonen. Da lys med kort bølgelængde spredes mest i atmosfæren (se Rayleigh-spredning), er det primært rødt lys der "får lov" til at fortsætte ud mod den formørkede måne. Af den grund kan man, givet gunstige vejrforhold, se den formørkede Måne som en mørk, nærmest kobberrød skive, også kaldet blodmåne.
Tilsvarende astronomiske naturfænomener er en solformørkelse, hvor det er Månen, der skygger for Solen, og en Astronomisk passage, eksempelvis en Venuspassage eller en Merkurpassage, hvor det er henholdsvis Venus og Merkur, der går imellem Jorden og Solen og således "skygger" for solen.